# Croton haumanianus
Espèce
Croton haumanianus est une espèce de plantes à fleurs du genre Croton et de la famille des Euphorbiaceae, présente au centre et à l'ouest de l'Afrique tropicale.